# Bystrička
Bystrička (Hongaars: Turócbeszterce) is een Slowaakse gemeente in de regio Žilina, en maakt deel uit van het district Martin.
Bystrička telt 1.412 inwoners.